# Diskografie Astrid S
Toto je seznam vydané diskografie norské zpěvačky Astrid S.

## Studiová alba
| Název              | Detaily                                                      | Umístění v hitparádě |
| Název              | Detaily                                                      | NOR                  |
| ------------------ | ------------------------------------------------------------ | -------------------- |
| Leave It Beautiful | - Vydáno: 16. října 2020 - Vydavatelství: Universal          | 2                    |
| Joyride            | - Vydáno: 24. května 2024 - Vydavatelství: Island, Universal | 10                   |

## Extended play
| Astrid S                                                                                | - Vydáno: 20. května 2016 - Vydavatelství: Island            | — | 38 | — | 40 | - RMNZ: Gold |
| Party's Over                                                                            | - Vydáno: 30. června 2017 - Vydavatelství: Island            | — | —  | 5 | 22 |              |
| Party's Over (Acoustic)                                                                 | - Vydáno: 14. července 2017 - Vydavatelství: Universal       | — | —  | — | —  |              |
| Trust Issues                                                                            | - Vydáno: 30. srpna 2019 - Vydavatelství: Universal          | — | —  | — | 55 |              |
| Down Low                                                                                | - Vydáno: 26. září 2019 - Vydavatelství: Universal           | — | —  | — | —  |              |
| Felt Cute Might Delete Later                                                            | - Vydáno: 21. dubna 2023 - Vydavatelství: Universal          | — | —  | — | —  |              |
| Hver Gang Vi Møtes 2025                                                                 | - Vydáno: 17. února 2025 - Vydavatelství: Joyride, Gladstone | 2 | —  | — | —  |              |
| "—" značí, že se nahrávka neumístila v hitparádách nebo v tomto území ani nebyla vydána |                                                              |   |    |   |    |              |

## Singly

### Jako hlavní umělkyně
| Název                                                                                   | Rok  | Umístění v hitparádách | Umístění v hitparádách | Umístění v hitparádách | Umístění v hitparádách | Umístění v hitparádách | Umístění v hitparádách | Umístění v hitparádách | Umístění v hitparádách | Umístění v hitparádách | Certifikace | Album                                        |
| Název                                                                                   | Rok  | NOR                    | AUS                    | BEL (FL) Tip           | BEL (WA) Tip           | DEN                    | NZ                     | SWE                    | UK                     | US Dance               | Certifikace | Album                                        |
| --------------------------------------------------------------------------------------- | ---- | ---------------------- | ---------------------- | ---------------------- | ---------------------- | ---------------------- | ---------------------- | ---------------------- | ---------------------- | ---------------------- | --- | -------------------------------------------- |
| "Shattered"                                                                             | 2013 | 4                      | —                      | —                      | —                      | —                      | —                      | —                      | —                      | —                      | - IFPI NOR: Gold                                                                                               | Singly bez alb                               |
| "2AM" (původní nebo Matoma remix)                                                       | 2014 | 13                     | —                      | —                      | —                      | —                      | —                      | —                      | —                      | —                      | - IFPI NOR: 3× Platinum - GLF: Gold                                                                            | Singly bez alb                               |
| "Hyde"                                                                                  | 2015 | 8                      | —                      | —                      | —                      | —                      | —                      | —                      | —                      | —                      | | Singly bez alb                               |
| "Paper Thin"                                                                            | 2015 | 19                     | —                      | —                      | —                      | —                      | —                      | —                      | —                      | —                      | - IFPI NOR: Gold - GLF: Gold                                                                                   | Astrid S                                     |
| "Running Out" (s Matoma)                                                                | 2015 | 7                      | —                      | —                      | —                      | —                      | —                      | 57                     | —                      | —                      | - IFPI NOR: 2× Platinum - GLF: Platinum - RIAA: Gold                                                           | Hakuna Matoma                                |
| "Hurts So Good"                                                                         | 2016 | 6                      | —                      | 41                     | 40                     | —                      | 18                     | 41                     | 176                    | —                      | - IFPI NOR: 3× Platinum - BPI: Silver - GLF: 2× Platinum - IFPI DEN: Platinum - RIAA: Gold - RMNZ: 2× Platinum | Astrid S & Leave It Beautiful (Complete)     |
| "Breathe"                                                                               | 2017 | 3                      | 97                     | —                      | —                      | —                      | —                      | 41                     | —                      | 39                     | - GLF: Platinum                                                                                                | Party's Over                                 |
| "Bloodstream"                                                                           | 2017 | —                      | —                      | —                      | —                      | —                      | —                      | —                      | —                      | —                      | | Party's Over                                 |
| "Party's Over"                                                                          | 2017 | —                      | —                      | —                      | —                      | —                      | —                      | —                      | —                      | —                      | | Party's Over                                 |
| "Such a Boy"                                                                            | 2017 | 2                      | —                      | —                      | —                      | —                      | —                      | —                      | —                      | —                      | | Party's Over                                 |
| "Think Before I Talk"                                                                   | 2017 | 1                      | —                      | 14                     | —                      | 9                      | —                      | 20                     | —                      | 10                     | - IFPI NOR: 5× Platinum - GLF: Platinum - IFPI DEN: 2× Platinum                                                | Leave It Beautiful (Complete)                |
| "Boys" (s Lars Vaular)                                                                  | 2017 | 39                     | —                      | —                      | —                      | —                      | —                      | —                      | —                      | —                      | | Singl bez alb                                |
| "Emotion"                                                                               | 2018 | 3                      | —                      | —                      | —                      | —                      | —                      | —                      | —                      | 27                     | | Trust Issues & Leave It Beautiful (Complete) |
| "Closer"                                                                                | 2018 | —                      | —                      | —                      | —                      | —                      | —                      | —                      | —                      | —                      | | Singl bez alb                                |
| "Someone New"                                                                           | 2019 | 9                      | —                      | —                      | —                      | —                      | —                      | —                      | —                      | —                      | | Trust Issues                                 |
| "Only When It Rains" (s Frank Walker)                                                   | 2019 | 31                     | —                      | —                      | —                      | —                      | —                      | —                      | —                      | —                      | | Singl bez alb                                |
| "Sing It with Me" (s JP Cooper)                                                         | 2019 | 22                     | —                      | 3                      | 19                     | —                      | —                      | 76                     | —                      | —                      | - BPI: Silver                                                                                                  | Love & She                                   |
| "The First One"                                                                         | 2019 | 5                      | —                      | —                      | —                      | —                      | —                      | —                      | —                      | —                      | | Trust Issues                                 |
| "Favorite Part of Me"                                                                   | 2019 | 9                      | —                      | —                      | —                      | —                      | —                      | —                      | —                      | —                      | | Down Low                                     |
| "I Do" (s Brett Young)                                                                  | 2020 | 3                      | —                      | —                      | —                      | —                      | —                      | —                      | —                      | —                      | | Leave It Beautiful (Complete)                |
| "I Don't Know Why" (s NOTD)                                                             | 2020 | 16                     | —                      | —                      | —                      | —                      | —                      | 91                     | —                      | —                      | | Leave It Beautiful (Complete)                |
| "Dance Dance Dance"                                                                     | 2020 | 6                      | —                      | —                      | —                      | —                      | —                      | —                      | —                      | —                      | | Leave It Beautiful                           |
| "Marilyn Monroe"                                                                        | 2020 | 7                      | —                      | —                      | —                      | —                      | —                      | —                      | —                      | —                      | | Leave It Beautiful                           |
| "It's OK If You Forget Me"                                                              | 2020 | 7                      | —                      | —                      | —                      | —                      | —                      | —                      | —                      | —                      | | Leave It Beautiful                           |
| "Am I the Only One" (s R3hab a Hrvy)                                                    | 2020 | —                      | —                      | —                      | —                      | —                      | —                      | —                      | —                      | —                      | | Singly bez alb                               |
| "Relations" (s Felix Sandman)                                                           | 2020 | 7                      | —                      | —                      | —                      | —                      | —                      | —                      | —                      | —                      | - IFPI NOR: Platinum                                                                                           | Singly bez alb                               |
| "Når snøen smelter"                                                                     | 2021 | 1                      | —                      | —                      | —                      | —                      | —                      | —                      | —                      | —                      | | Tre nøtter til Askepott (soundtrack)         |
| "Pretty" (s Dagny)                                                                      | 2021 | 10                     | —                      | —                      | —                      | —                      | —                      | —                      | —                      | —                      | | The Hating Game (soundtrack)                 |
| "Come First"                                                                            | 2022 | 7                      | —                      | —                      | —                      | —                      | —                      | —                      | —                      | —                      | | Singl bez alb                                |
| "Side Effects"                                                                          | 2023 | —                      | —                      | —                      | —                      | —                      | —                      | —                      | —                      | —                      | | Felt Cute Might Delete Later                 |
| "Fuck Off"                                                                              | 2023 | 8                      | —                      | —                      | —                      | —                      | —                      | —                      | —                      | —                      | | Felt Cute Might Delete Later                 |
| "Expiration Date"                                                                       | 2023 | —                      | —                      | —                      | —                      | —                      | —                      | —                      | —                      | —                      | | Felt Cute Might Delete Later                 |
| "Darkest Hour"                                                                          | 2023 | —                      | —                      | —                      | —                      | —                      | —                      | —                      | —                      | —                      | | Felt Cute Might Delete Later                 |
| "That Guy"                                                                              | 2023 | 30                     | —                      | —                      | —                      | —                      | —                      | —                      | —                      | —                      | | Singl bez alb                                |
| "Two Hands"                                                                             | 2024 | 33                     | —                      | —                      | —                      | —                      | —                      | —                      | —                      | —                      | | Joyride                                      |
| "First to Go"                                                                           | 2024 | —                      | —                      | —                      | —                      | —                      | —                      | —                      | —                      | —                      | | Joyride                                      |
| "Oh Emma"                                                                               | 2024 | —                      | —                      | —                      | —                      | —                      | —                      | —                      | —                      | —                      | | Joyride                                      |
| "Hot Fever Dream"                                                                       | 2024 | —                      | —                      | —                      | —                      | —                      | —                      | —                      | —                      | —                      | | Joyride                                      |
| "Det regner i Oslo"                                                                     | 2024 | 1                      | —                      | —                      | —                      | —                      | —                      | —                      | —                      | —                      | | Hver Gang Vi Møtes 2025                      |
| "Symfoni"                                                                               | 2025 | 6                      | —                      | —                      | —                      | —                      | —                      | —                      | —                      | —                      | | Hver Gang Vi Møtes 2025                      |
| "A Lovestory" (s Fay Wildhagen)                                                         | 2025 | 12                     | —                      | —                      | —                      | —                      | —                      | —                      | —                      | —                      | | Hver Gang Vi Møtes 2025                      |
| "Romantisk"                                                                             | 2025 | 23                     | —                      | —                      | —                      | —                      | —                      | —                      | —                      | —                      | | Hver Gang Vi Møtes 2025                      |
| "Få det på" (s Stig Brenner)                                                            | 2025 | 1                      | —                      | —                      | —                      | —                      | —                      | —                      | —                      | —                      | | Hver Gang Vi Møtes 2025                      |
| "Nanana"                                                                                | 2025 | 8                      | —                      | —                      | —                      | —                      | —                      | —                      | —                      | —                      | | Hver Gang Vi Møtes 2025                      |
| "Matters" (s Thomas Dybdahl)                                                            | 2025 | 39                     | —                      | —                      | —                      | —                      | —                      | —                      | —                      | —                      | | Hver Gang Vi Møtes 2025                      |
| "Friskis" (s Kjartan Lauritzen)                                                         | 2025 | 5                      | —                      | —                      | —                      | —                      | —                      | —                      | —                      | —                      | | Singl bez alb                                |
| "Konfetti" (s Molly Sandén)                                                             | 2025 | 18                     | —                      | —                      | —                      | —                      | —                      | 15                     | —                      | —                      | | Strawberry Blonde                            |
| "—" značí, že se nahrávka neumístila v hitparádách nebo v tomto území ani nebyla vydána |      |                        |                        |                        |                        |                        |                        |                        |                        |                        | |                                              |

### Jako vedlejší umělkyně
| "Waiting for Love" (Avicii feat. Prinston a Astrid S, acoustic)                         | 2015 | —  |                      | Waiting for Love (Remixes) |
| "Dust" (CLMD feat. Astrid S)                                                            | 2016 | 13 | - IFPI NOR: Platinum | Singl bez alb              |
| "All Night" (The Vamps a Matoma feat. Astrid S)                                         | 2017 | —  |                      | Night & Day                |
| "Just for One Night" (Blonde feat. Astrid S)                                            | 2017 | —  |                      | Singl bez alb              |
| "Breathe" (Röyksopp feat. Astrid S)                                                     | 2022 | —  |                      | Profound Mysteries         |
| "Let's Get It Right" (Röyksopp feat. Astrid S)                                          | 2022 | —  |                      | Profound Mysteries II      |
| "Just Wanted to Know" (Röyksopp feat. Astrid S)                                         | 2022 | —  |                      | Profound Mysteries III     |
| "—" značí, že se nahrávka neumístila v hitparádách nebo v tomto území ani nebyla vydána |      |    |                      |                            |

## Spoluumělkyně
| Název                                         | Rok  | Umístění v hitparádě | Certifikace          | Album                 |
| Název                                         | Rok  | NOR                  | Certifikace          | Album                 |
| --------------------------------------------- | ---- | -------------------- | -------------------- | --------------------- |
| "Air" (Shawn Mendes feat. Astrid S)           | 2015 | 40                   | - IFPI NOR: Platinum | Handwritten           |
| "Dawn" (iSHi feat. Astrid S)                  | 2015 | —                    |                      | Spring Pieces         |
| "Closing Doors" (Harry Hudson feat. Astrid S) | 2020 | —                    |                      | Hey, I'm Here For You |

## Další umístěné písně
| "Doing to Me"                                                                           | 2019 | 15 | 11 | Trust Issues       |
| "Trust Issues"                                                                          | 2019 | 32 | —  | Trust Issues       |
| "Years"                                                                                 | 2020 | 15 | —  | Down Low           |
| "Airpods"                                                                               | 2020 | 22 | —  | Leave It Beautiful |
| "—" značí, že se nahrávka neumístila v hitparádách nebo v tomto území ani nebyla vydána |      |    |    |                    |